# Liquiditätslinie
Liquiditätslinie (englisch liquidity facility) ist im Bankwesen eine Kreditlinie, die das Liquiditätsrisiko einer Verbriefung absichert.

## Allgemeines
Strukturierte Finanzierungen wie Verbriefungen sind dadurch gekennzeichnet, dass die eingebundenen Zweckgesellschaften oder Conduits mit sehr geringem Eigenkapital ausgestattet sind, so dass deren Solvenz durch Forderungsverluste aus dem übernommenen Kredit- oder Wertpapierportfolien bedroht ist. Ein Liquiditätsrisiko entsteht für diese Gesellschaften, wenn Forderungsverluste ganz oder teilweise nicht (mehr) durch Eigenkapital der Zweckgesellschaft oder des Conduits ausgeglichen werden können. Die klassische Art der Absicherung dieses Liquiditätsrisikos ist deshalb die Liquiditätslinie. Die Liquidität kann alternativ auch mittels eines Letter of Credit oder Akkreditivs gesichert werden. Liquiditätslinien sollen dieses Refinanzierungsrisiko abdecken, indem sie Liquiditätsdefizite auffangen sollen. Die Ratingagenturen machen ein gutes Rating für eine Verbriefungstransaktion von der Existenz von Liquiditätslinien abhängig (englisch downgrade trigger agreements).

## Liquiditätslinien und Bankenkrisen
Werden Liquiditätslinien in Anspruch genommen, so liegen Marktstörungen vor, die auch die beteiligten Kreditinstitute treffen können, welche diese Liquiditätslinien als Kreditgeber bereitstellen. Die Liquidität dieser Institute wird einerseits durch Inanspruchnahme der Liquiditätslinien und andererseits durch die Marktstörungen beeinträchtigt. Hierbei kann deren Risikotragfähigkeit in einer Finanzkrise überfordert werden. Infolge der amerikanischen Hypothekenmarktkrise und der mit ihr einhergehenden Abwertung der ABS wurde es im Sommer 2007 zunehmend schwieriger, die Kosten für die Anschaffung der Anleihen oder Forderungen zu refinanzieren.
Im Juli 2007 geriet auf diese Weise die IKB Deutsche Industriebank aufgrund der drohenden Inanspruchnahme von Liquiditätslinien, die sie ihrem Conduit „Rhineland Funding“ zugesagt hatte, in eine existenzbedrohende Krise. Eine spektakuläre Rettungsaktion vom 38 %igen Hauptaktionär KfW und der Bankenverbände konnte ihre Insolvenz verhindern. Im August 2008 wurde die IKB an Lone Star verkauft. Fast zeitgleich geriet die der Sachsen LB gehörende Zweckgesellschaft „Ormond Quay Funding plc“ in Zahlungsschwierigkeiten, die durch einen Kredit von der Sparkassen-Finanzgruppe an die Sachsen LB beseitigt wurden. Ein durch die Bankenaufsicht BaFin in Auftrag gegebenes Sondergutachten kam bereits im April 2005 zu dem Ergebnis, dass die mit dem Geschäftsfeld „Synthetic Assets“ verbundenen Risiken der Sachsen LB nicht nach den Anforderungen des § 25a KWG entsprechend überwacht und gesteuert waren.
Im September 2008 geriet die American International Group (AIG) in eine Unternehmenskrise, die nicht auf das versicherungstechnische Geschäft zurückzuführen war. Vielmehr hatte sie in erheblichem Umfang Liquiditätslinien zur Verfügung gestellt und war als Sicherungsgeber von Credit Default Swaps aufgetreten.

## Aufsichtsrechtliche Anerkennung
Aufsichtsrechtlich anerkannte Liquiditätslinien sind als Kreditzusagen mit ihrem Kreditäquivalelenzbetrag und einem Risikogewicht auf die Eigenmittel anzurechnen, das dem höchsten Risikogewicht der durch die Liquiditätslinie gedeckten Risikopositionen entspricht. Liquiditätslinien mit einer Ursprungslaufzeit von <1 Jahr sind mit einem Kreditgewichtungsfaktor (englisch credit conversion factor, CCF) von 20 %, mit einer Laufzeit von >1 Jahr mit 50 % anzurechnen. Dient die Liquiditätslinie lediglich der Abdeckung allgemeiner Marktstörungen – beispielsweise bei fehlender Marktliquidität – so darf ein CCF von 0 % angesetzt werden. Liquiditätslinien dürfen nicht zum Verlustausgleich dienen, und es muss von vornherein Ungewissheit bestehen, ob sie jemals in Anspruch genommen werden. Erfüllen sie diese Bedingungen nicht, muss ein CCF von 100 % zugrunde gelegt werden. 